# Дом технической учёбы (Екатеринбург)
Дом техни́ческой учёбы Уралмашзавода — здание в Екатеринбурге, расположенное по адресу бульвар Культуры, 2 / проспект Орджоникидзе, 1. Построено в 1932 году, является частью архитектурного ансамбля зданий площади 1-й Пятилетки и памятником архитектуры федерального значения.

## История
Здание проектировалось отделом под руководством П. В. Оранского и строилось в 1931—1932 годах как жилой дом на 48 квартир. Основным строительным материалом были шлакоблоки, перекрытия выполнены из дерева, полы — из опилок на магнезиальном цементе. Проектом предусматривались решения, харакретные для дома-коммуны, с акцентом на коллективное приготовление пищи, воспитание детей и быт в целом. Фактически же сразу после сдачи в эксплуатацию в 1933 году в здании разместились отделы управления Уралмашстроя, занимавшие до этого здание заводской лаборатории. Это обусловило закрепившееся в то время у местных жителей название здания — «новое заводоуправление». До войны жилыми были только помещения 3-го и 4-го этажей.
После переезда в 1935 году заводоуправления в новое здание в здании на бульваре Культуры, 2 разместились отделы кадров и технического обучения Уралмашзавода. В дальнейшем в разные периоды в здании располагались филиалы двух техникумов, учебные аудитории и лаборатории Уральского политехнического института и других вузов. Обучение работников Уралмашзавода стало в 1950-х годах основной специализацией организаций в здании, в связи с чем за ним закрепилось название «Дом техучёбы». В правом крыле, выходящем на улицу Сталина, располагался районный отдел НКВД.
Решением исполкома Свердловского областного Совета народных депутатов 31 декабря 1987 года здание было взято под государственную охрану в качестве памятника градостроительства и архитектуры регионального значения.

## Архитектура
Здание Г-образной в плане формы расположено в углу, образованном бульваром Культуры и проспектом Орджоникидзе. Южный фасад выходит на площадь 1-й Пятилетки, восточный — на проспект Орджоникидзе. Четырёхэтажный объём здания имеет усечённый угол сложной формы с увеличенной высотой оконных проёмов. Угол здания, закруглённый на уровне первого этажа, повышен относительно основного объёма на один этаж. Основным мотивом композиций фасадов являются горизонтальные поэтажные ряды оконных проёмов с небольшими простенками, создающими впеатление сплошной ленты. До начала 1950-х годов три этажа углового объёма были закрыты снаружи металлической конструкцией с закреплённым на ней портретом И. В. Сталина, сменившимся потом портретами В. И. Ленина и Л. И. Брежнева. По одной из версий, в начале 1950-х годов перед смертью Сталина его портрет, располагавшийся на углу здания, сорвался и смертельно травмировал прохожего.
Фасады, выходящие на улицы, акцентированы балконами, при этом сплошной балкон второго этажа опоясывает все фасады здания, а балконы 3-го и 4-го этажей расположены симметрично в восемь пар. В композиции фасадов, выходящих во двор, выделяются объёмы лестничных клеток. Поэтажные планы здания выполнены в коридорной схеме.